# بیوکامپوزیت

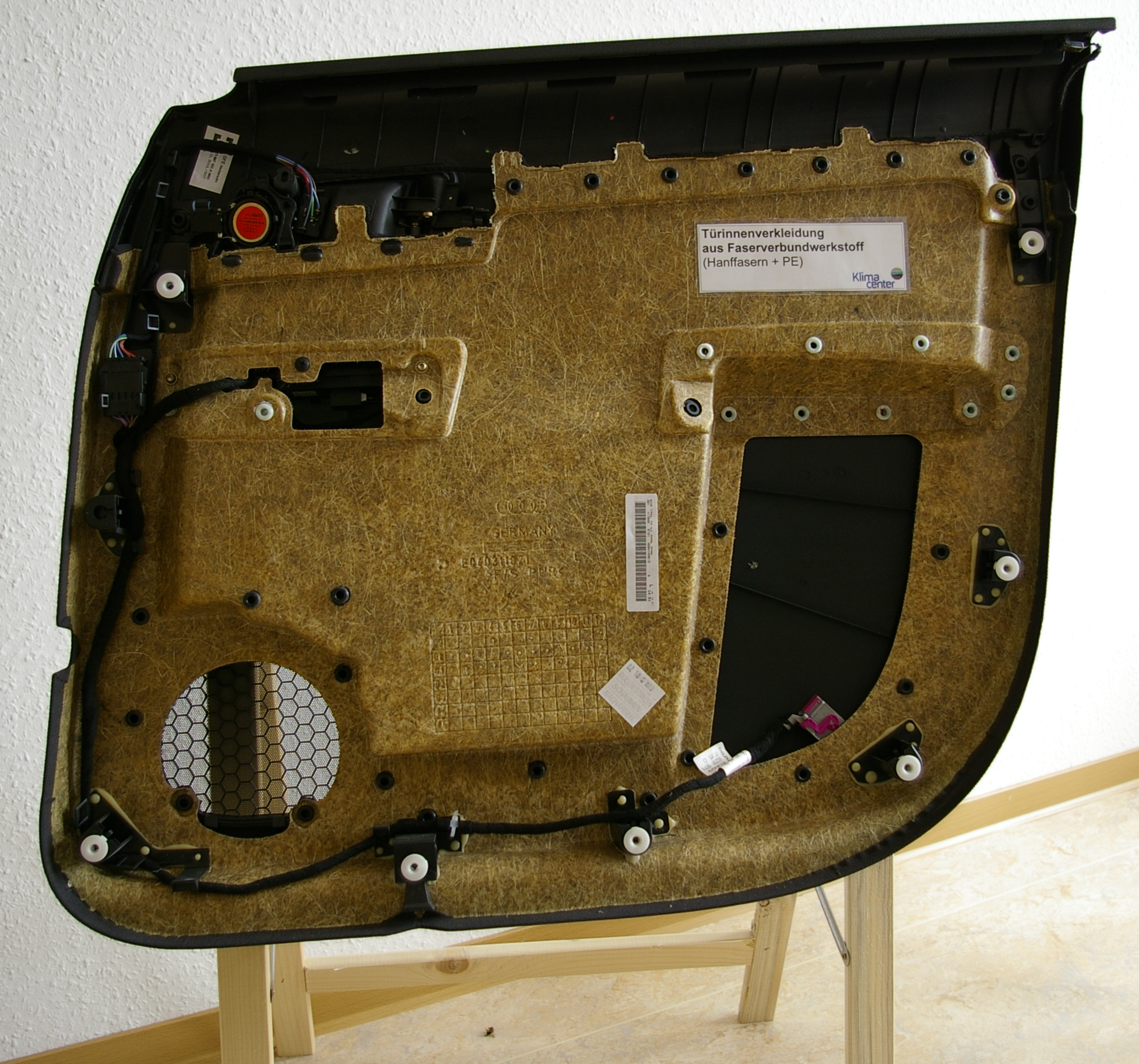
موکت داخلی درب خودرو توسط یک بیو کامپوزیت ساخته شده که از الیاف کنف و پلی اتیلن است

بیوکامپوزیت (بیو در یونانی 'زنده') مواد کامپوزیتی است که توسط یک ماتریکس (رزین) و تقویت الیاف طبیعی ایجاد شده‌است. این نوع مواد معمولاً ساختار مواد زنده درگیر در فرایند تقویت خواص ماتریکس که استفاده می‌شد را حفظ می‌کنند، اما همیشه سازگاری زیستی را فراهم می‌کنند. فاز ماتریس توسط مشتقهای پلیمر از منابع تجدیدپذیر و غیرقابل احتراق تشکیل می‌شود. ماتریکس برای حفاظت از الیاف از تخریب محیطی و آسیب مکانیکی مهم است،
برای حفظ الیاف با هم و بارگذاری بر روی آن. علاوه بر این، الیاف مصنوعی مواد اصلی ترکیبات زیستی هستند که از ریشه‌های بیولوژیکی استخراج می‌شوند، به عنوان مثال الیاف از محصولات (پنبه، کتان یا کنف)، چوب بازیافت شده، کاغذ زباله، فراورده‌های زراعی و یا فیبر سلولز بازسازی شده (ویسکوز / ریون).
علاقه به بیو کامپوزیت‌ها با توجه به مزایای بسیار قابل توجه (تجدید پذیر، ارزان، قابل بازیافت و زیست تخریب پذیر) از نظر کاربردهای صنعتی (خودرو، مربی راه‌آهن، هوا فضا، برنامه‌های کاربردی نظامی، ساخت و ساز و بسته‌بندی) و تحقیقات بنیادین به سرعت در حال رشد است. بیوکامپوزیت را می‌توان به تنهایی و یا به عنوان مکمل مواد استاندارد مانند فیبر کربن استفاده می‌شود. طرفداران مواد بیوکامپوزیت معتقدند که استفاده از این مواد باعث بهبود سلامت و ایمنی در تولید آن‌ها می‌شود، وزن آن‌ها سبک تر است، تجدید نظر بصری شبیه به چوب و
از نظر محیط زیست برتر هستند.

## مشخصات

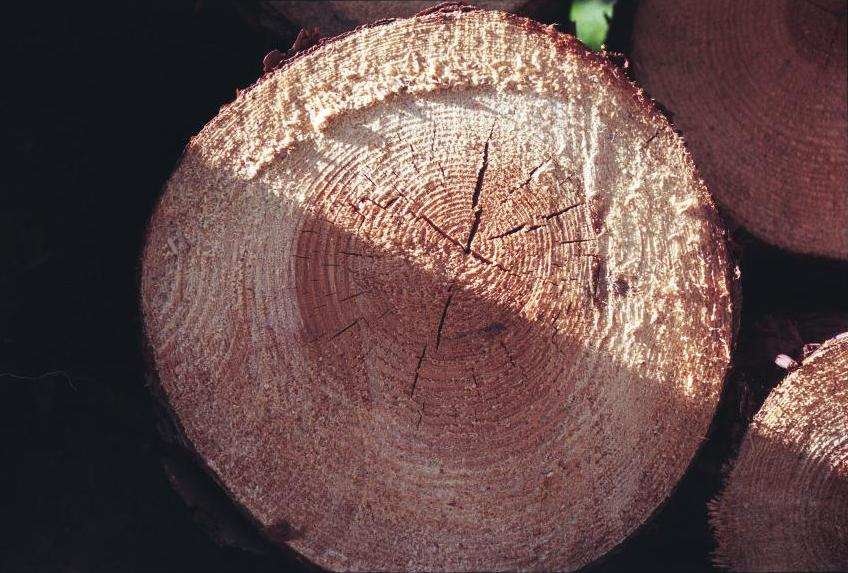
الیاف چوب هستند که برای تولید بیوکامپوزیت استفاده شده اند

دیفرانسیل برای این دسته کامپوزیت‌ها این است که آن‌ها زیست تخریب پذیر هستند و محیط زیست را کمتر آلوده می‌کنند که نگرانی بسیاری از دانشمندان و مهندسان برای به حداقل رساندن اثرات زیست‌محیطی تولید کامپوزیت است. آن‌ها یک منبع تجدید پذیر هستند، ارزان، و در موارد خاص به‌طور کامل قابل بازیافت. یکی از مزایای استفاده از الیاف طبیعی، تراکم کم آن است که علاوه بر هزینه‌های تولید پایین آن، مقاومت و استحکام کششی بیشتری نسبت به الیاف شیشه‌ای دارد.
به همین ترتیب، بیو کامپوزیت‌ها می‌تواند جایگزین زیست‌محیطی مناسب برای کربن، شیشه و کامپوزیت‌های فیبر ساخت بشر باشد. الیاف طبیعی دارای ساختار توخالی هستند که باعث ایجاد عایق در برابر سر و صدا و گرما می‌شود. این یک طبقه از مواد است که می‌تواند به راحتی پردازش شوند، و بنابراین، آن‌ها را به طیف گسترده‌ای از برنامه‌های کاربردی مانند بسته‌بندی، ساخت و ساز (ساخت و ساز سقف، پل، پنجره، درب، آشپزخانه سبز)، اتومبیل، هوا فضا، برنامه‌های نظامی، الکترونیک، محصولات مصرفی و صنعت پزشکی (پروتز، صفحه استخوان، ارتودنسی دندان، جایگزینی کل مفصل ران و پیچ و پین‌های کامپوزیت).

## طبقه‌بندی
بیوسرامیک به الیاف غیر چوب و الیاف چوب تقسیم می‌شوند که همه آن‌ها سلولز و لیگنین هستند. الیاف غیر چوب (الیاف طبیعی) به دلیل خواص فیزیکی و مکانیکی که در آن‌ها وجود دارد،برای صنایع جذاب تر هستند. همچنین این الیاف، الیاف نسبتاً طولانی هستند و محتوای سلولزی بالا را ارائه می‌دهند که دارای استحکام کششی بالا و درجه بلوری بودن سلولز است. در حالی که الیاف طبیعی دارای معایبی هستند . زیرا آن‌ها دارای فیبرهای گروه هیدروکسیل (OH) در فیبر هستند که می‌توانند مولکول‌های آب را جذب کنند و بنابراین فیبر ممکن است به وجود آید. این امر منجر به جای خالی در رابط کامپوزیت می‌شود که خواص مکانیکی و از دست دادن در ثبات ابعادی را تحت تأثیر قرار می‌دهد. الیاف چوب این نام را دارند زیرا تقریباً بیش از 60 درصد از جرم آن عناصر چوب است. این الیاف چوب نرم (طولانی و انعطاف‌پذیر) و فیبرهای چوب سخت (کوتاهتر و سخت تر) را ارائه می‌دهند و درجه بلوری بودن سلولز کمتری دارند.
طبقه‌بندی بیو کامپوزیت ها

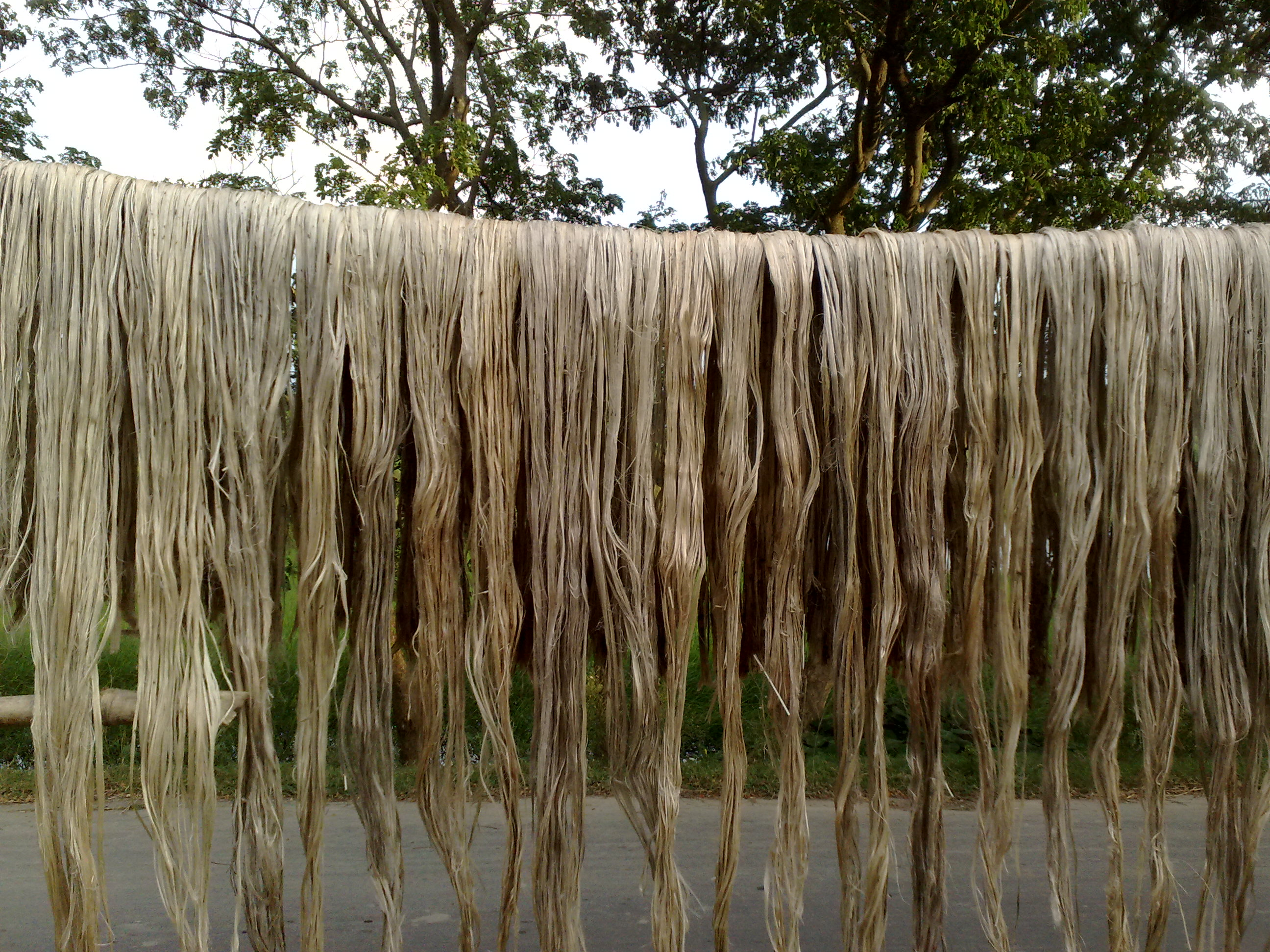
فیبرهای جوت یکی از گسترده‌ترین استفاده را در صنعت دارند

الیاف طبیعی به الیاف نی، برگ، برگ، بذر یا میوه و الیاف چمن تقسیم می‌شوند. الیاف به‌طور گسترده‌ای در صنعت استفاده می‌شود فندق، جوت، شاهدانه، کناف، سیسال و لیف نارگیلهستند. الیاف خام را می‌توان در بسیاری از نقاط جهان یافت، و این یک نمونه از تقویت کم هزینه برای بیوکامپوزیت است. الیاف چوب می‌توانند بازیافت یا غیرقابل بازیافت شوند. بنابراین پلیمرهای بسیاری مانند پلی اتیلن (PE)، پلی پروپیلن (PP) و پلی وینیل کلراید (PVC) در صنایع کامپوزیت چوب استفاده می‌شود.

## کاربردهای کتان
کامپوزیت‌های کتانی برای کاربردهایی که به جای جایگزینی سبک تر برای مواد دیگر، مخصوصاً کاربردهایی در اجزای داخلی خودرو و وسایل ورزشی استفاده می‌کنند، به خوبی کار می‌کنند. برای اجزای داخلی خودروها، کامپوزیت تکامل تست نمونه اولیه برای لندرور مدافع و جگوار XF را انجام داده است، با ترکیبی از کتان مدافع 60٪ سبک تر از همتای تولیدش با همان سفتی و بخش کامپوزیتی XF 35٪ سبک تر از مولد تولید در همان سفتی

### کامپوزیت‌های سبز
کامپوزیت‌های سبز به عنوان یک ترکیب زیستی ترکیب شده با الیاف طبیعی با رزین‌های قابل تجزیه هستند.به آن‌ها ترکیبات سبز گفته می‌شود به‌طور عمده به دلیل خواص تجزیه پذیر و پایدار بودن آن‌ها که می‌تواند به راحتی بدون آسیب رساندن به محیط زیست مورد استفاده قرار گیرن. به دلیل دوام آن، کامپوزیت‌های سبز عمدتاً برای افزایش چرخه زندگی محصولات با عمر کوتاه استفاده می‌شوند..

### ترکیبات پیوندی
یکی دیگر از کلاس‌های بیوکامپوزیت‌ها "بیو کامپوزیت هیبرید(ترکیبات زیستی پیوندی" نامیده می‌شود که بر پایه انواع الیاف مختلف به یک ماتریس تکیه داده می‌شود. الیاف می‌توانند مصنوعی یا طبیعی باشند و می‌توانند به صورت تصادفی برای تولید کامپوزیت‌های هیبریدی ترکیب شوند. قابلیت آن به‌طور مستقیم به تعادل بین خواص خوب و بد هر ماده مورد استفاده بستگی دارد.علاوه بر این، با استفاده از یک کامپوزیت که دارای دو نوع دیگر از الیاف در کامپوزیت هیبرید است، یکی از فیبرها می‌تواند تحمل کند در زمانی که دیگری متوقف شده‌است. خواص این ترکیب بیولوژیک مستقیماً بر روی فیبرها محاسبه می‌شود، محتوای، طول، ترتیب و نیز پیوند به ماتریس را محاسبه می‌کنند. به‌طور خاص، قدرت ترکیب کامپوزیت هیبرید بستگی به سایش شکست الیاف فردی دارد

## پردازش

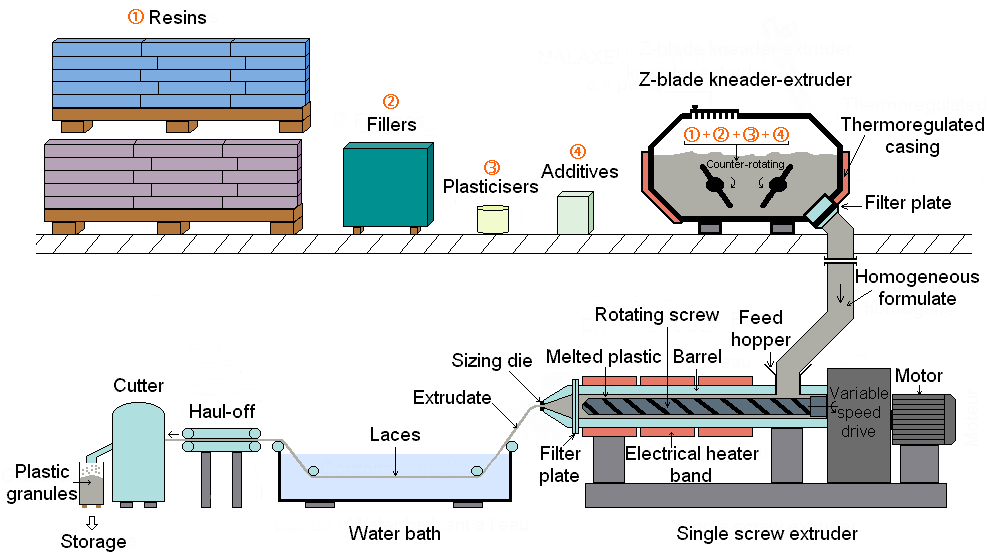
فرایند ترکیب، مواد بیوکامپوزیت بر پایه پلیمرهای قابل ارتجاع مانند پلی پروپیلن و پلی اتیلن با ترکیب کردن و اکستروژن.

تولید بیو کامپوزیت‌ها از تکنیک‌هایی استفاده می‌شود که برای 
ساخت 
مواد پلاستیکی یا کامپوزیت استفاده می‌شوند. این تکنیک‌ها عبارتند از::
- ماشین پرس
  - پالتروژن
- (به‌طور گسترده استفاده می‌شود، به‌طور عمده برای بیوکامپوزیت سبز)؛
- قالب‌گیری تزریقی;
- قالب‌گیری فشاری;
- ریخته‌گری انتقال رزین؛
- ورق ریخته گری